# Coregonus muksun
Coregonus muksun (Pallas, 1814), comunemente noto come muksun è un tipo di pesce bianco il cui nome deriva dal russo Муксун (Pesce Bianco).

## Descrizione
Il Coregonus muksun è un pesce originario dei fiumi che dalla Siberia sfociano nel Mar Glaciale Artico (dal fiume Kara al fiume Kolyma).

La specie è stata introdotta o allevata in molti luoghi della Russia settentrionale e centrale e della Lituania.

È una specie molto diffusa nelle acque siberiane artiche. 
In Siberia è uno dei pesci utilizzati per la preparazione della stroganina, piatto di pesce crudo congelato tagliato in fette lunghe e molto sottili e consumato ancora ghiacciato.

## Caratteristiche fisiche
Come gli altri pesci appartenenti alla categoria del pesce bianco, il Muksun ha una forma affusolata, colore argenteo, una lunghezza media di 60 centimetri ed è riconosciuto come fonte di cibo sia a livello locale che commerciale su più ampia scala.
- Dimensioni: Lunghezza massima riportata: 90 cm (esemplare maschio)
- Peso massimo riportato: 13 kg
- Età massima riportata: 23 anni
- Lunghezza alla maturità: 42 – 50 cm
- Ambiente / Clima: Marino, Polare
- Presente in: Bacino dell'Oceano Artico (allevato: Russia, Lituania)
- Nomenclatura estera: Inglese - Muksun. Russo - Kolezen, Maksun, Moksun. Polacco - Muksun.   Finnico - Muksunsiika, Planktonsiika.[2]

## Dati Biologici
Nonostante siano state documentate varianti di Coregonus muskun di tipo anadromo (migratorio), lacustre e di fiume, la maggior parte degli esemplari di questa specie è migrante.

I branchi di Muskun trascorrono la maggior parte dell'anno in mare, talvolta molto lontani dalle coste, per poi risalire i fiumi nel periodo estivo (luglio - agosto).

Le stirpi che invece vivono in fiumi e laghi prediligono i bassi fondali dove le correnti sono poco forti, i grandi laghi ed i loro affluenti, gli alvei di piena, le foci dei fiumi (delta o estuari) e le acque marine con un livello di salinità compreso tra il 6% ed il 10%.
Solitamente i branchi migratori iniziano la risalita dei fiumi nel periodo di luglio - agosto per poi raggiungere i luoghi di covata nei mesi di ottobre - novembre. 

Nei fiumi più larghi il Muskun può arrivare a percorrere fino a 20 chilometri al giorno.

## Caratteristiche della riproduzione
Il Coregonus muksun si riproduce per la prima volta ad un'età che varia tra i 6 e i 14 anni, raggiunta una lunghezza tra i 42 e i 50 centimetri.
Depone le uova tra le rapide ed i bassi fondali, alla temperatura di 1-2 gradi Celsius, soglia a cui il fiume inizia a congelarsi.

Le uova vengono deposte dentro nidi nascosti che vengono poi lasciati incustoditi. Si schiuderanno nel giro di 150-180 giorni, per la maggior parte nel mese di aprile.
I giovani esemplari si cibano di plancton durante la stagione invernale e di invertebrati marini bentonici durante quella estiva.